# Ачо
 Тази статия е за уйгурския каган.  За името вижте Ангел (име).  
Ачо е каган на Уйгурския каганат, управлявал през 791 – 795 година.

## Живот
Той е син и наследник на кагана Толосу. Продължава политиката му на приятелство с империята Тан и воюва успешно срещу Тибет.
Ачо умира през 795 година без да остави наследници и за каган е избран Кутлуг II.